# Droga (farmacija)
Droga je v farmaciji surovina rastlinskega, živalskega ali mineralnega izvora za izdelavo zdravilnih pripravkov. Najčešče se uporabljajo rastlinske droge, ki so lahko cele rastline ali le njihovi deli (listi, cvetovi, skorja, les, korenina, korenika, plod ali seme), rastlinski izločki ...  Iz drog se pridobivajo izolirane kemijsko definirane zdravilne učinkovine (npr. atropin iz volčje češnje) in druge substance, na primer arome, običajno s postopkom ekstrakcije.
Ime droge je v slovenščini sestavljeno iz dela rastline ter rastline, na primer korenina sleza. Običajno so zaradi enoumnosti in tradicije imena v latinščini, kjer je najprej z veliko začetnico navedeno ime rastline (v ustreznem sklonu) in nato del rastline, na primer Althaeae radix.
Evropska zdravstvena zakonodaja uporablja za drogo izraz »rastlinska snov« (herbal substance).
Slovenska in latinska imena delov rastlin:
| Slovensko             | Latinsko    |
| list                  | folium      |
| cvet                  | flos        |
| korenina              | radix       |
| korenika              | rhizoma     |
| les                   | lignum      |
| skorja                | cortex      |
| plod, sadež           | fructus     |
| osemenje, oplodje     | pericarpium |
| seme                  | semen       |
| nadzemni del rastline | herba       |